# Motorový vůz 810
Motorové vozy řady 810 (do 1. ledna 1988 řada M 152.0, prototypy zcela původně řada M 151.0) jsou nejrozšířenějšími českými železničními motorovými vozy. Jsou využívány jako hnací vozy na regionálních tratích s menším počtem cestujících. Celkem bylo vyrobeno 680 vozů této řady, z toho dva širokorozchodné (původně řada M 152.5, nyní 810.8).
Vozy řady 810 vyráběla Vagónka Studénka pro ČSD v letech 1975–1982 (prototypy v roce 1973). Od poloviny 90. let 20. století jsou v obou nástupnických organizacích (ČD a ŽSR, později ZSSK) modernizovány na různé typové řady. Část vozů je v původním stavu doposud v provozu. Některé vozy se dostaly do rukou soukromých dopravců.

## Konstrukce

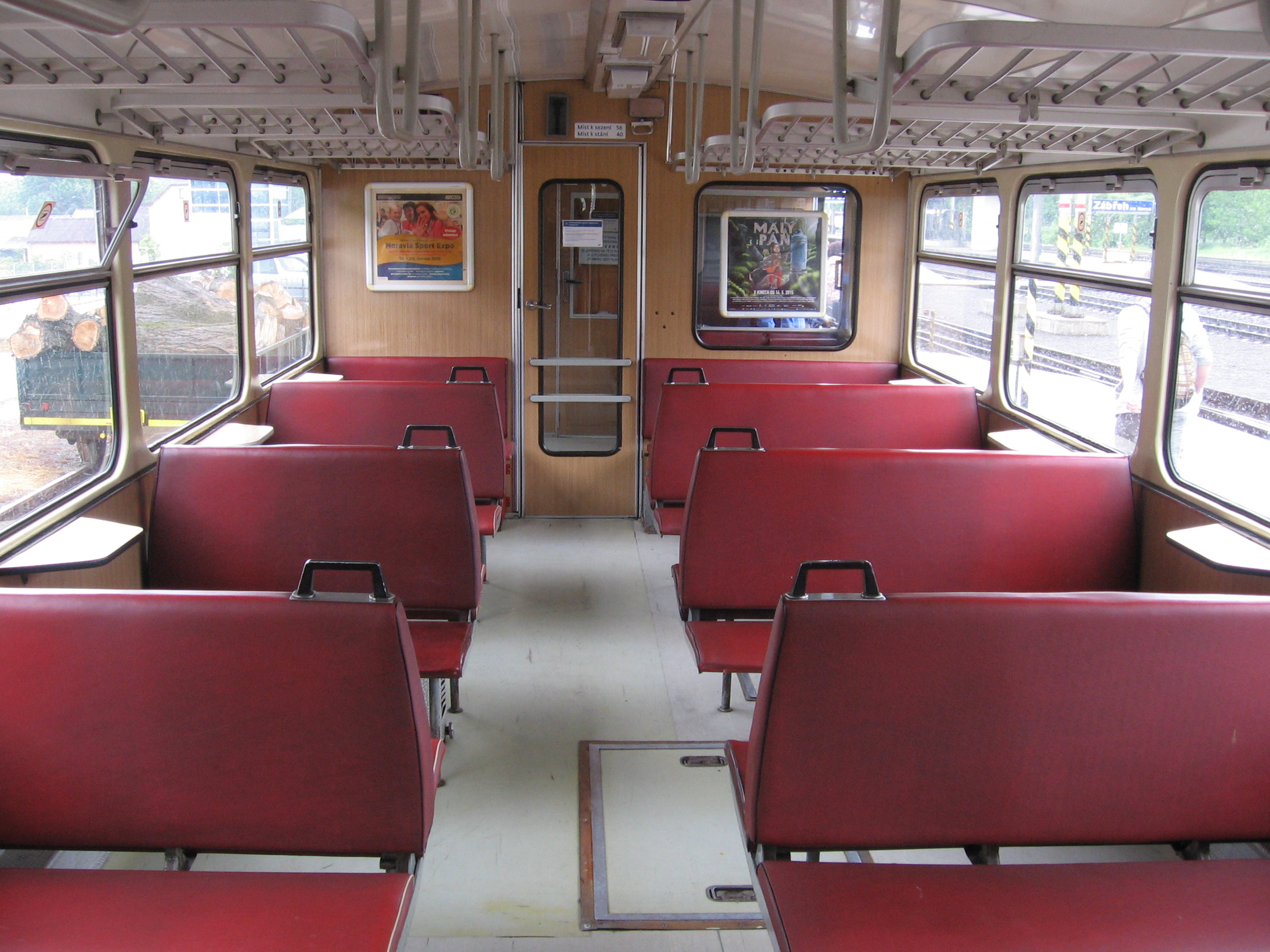
Interiér vozu řady 810 v původním provedení

Samonosná, z oceli svařovaná vozová skříň vozu je lehké stavby a je usazena na dvou jednonápravových podvozcích.
Vozy jsou poháněny hnacím soustrojím umístěným pod podlahou a sestávajícím z nepřeplňovaného vznětového motoru LIAZ ML 634, automatické hydromechanické převodovky Praga 2 M 70, kloubového hřídele a jedné nápravové reverzační převodovky. První dva komponenty byly převzaty z tehdy vyráběných autobusů Karosa ŠM 11. Převodovka se skládá ze vstupního hydrodynamického měniče s možností mechanického překlenutí a dvoustupňové předlohové převodovky. Je upravena pro železniční provoz (zvětšením násobnosti hydrodynamického měniče, zablokováním ústrojí pro změnu směru jízdy v poloze vpřed, zesílením chlazení oleje, úpravou ovládání pro palubní napětí 48 V aj.). Změna směru jízdy se odehrává v nápravové reverzační převodovce.
Motorový vůz je uvnitř rozdělen na dvě stanoviště strojvedoucího, dva nástupní prostory (na předním je WC, elektrický rozvaděč a zavazadlový kout s pěti sklopnými sedadly) a uprostřed velkoprostorový oddíl pro cestující. Ten poskytuje 50 míst k sezení v uspořádání 2+3; zavazadlové police jsou příčné. Čela vozu jsou neprůchozí. Vstupní dveře jsou ovládány pneumaticky (odblokování jedné či druhé strany s následným individuálním otevřením + centrální zavírání). Vůz je vytápěn teplovzdušně, přednostně odpadním teplem motoru (z chladicí vody) a může být spolu s chladicím okruhem motoru předehříván nezávislým naftovým generátorem.
Vozy jsou vybaveny spojovací zásuvkou. Lze pomocí ní ovládat dveře soupravy z jednoho stanoviště a nabíjet baterie až dvou přívěsných vozů, neslouží však k mnohočlennému řízení (mj. proto, že ovládání motoru je čistě mechanické).
Kvůli škrtům v rozpočtu[zdroj?] je vůz vybaven pouze jednoduchými skly s vyklápěcí horní částí, ačkoliv rám je připraven na dvojitá okna. Některým vozům byla nakonec upravena okna na polospouštěcí.

## Vývoj, výroba a provoz

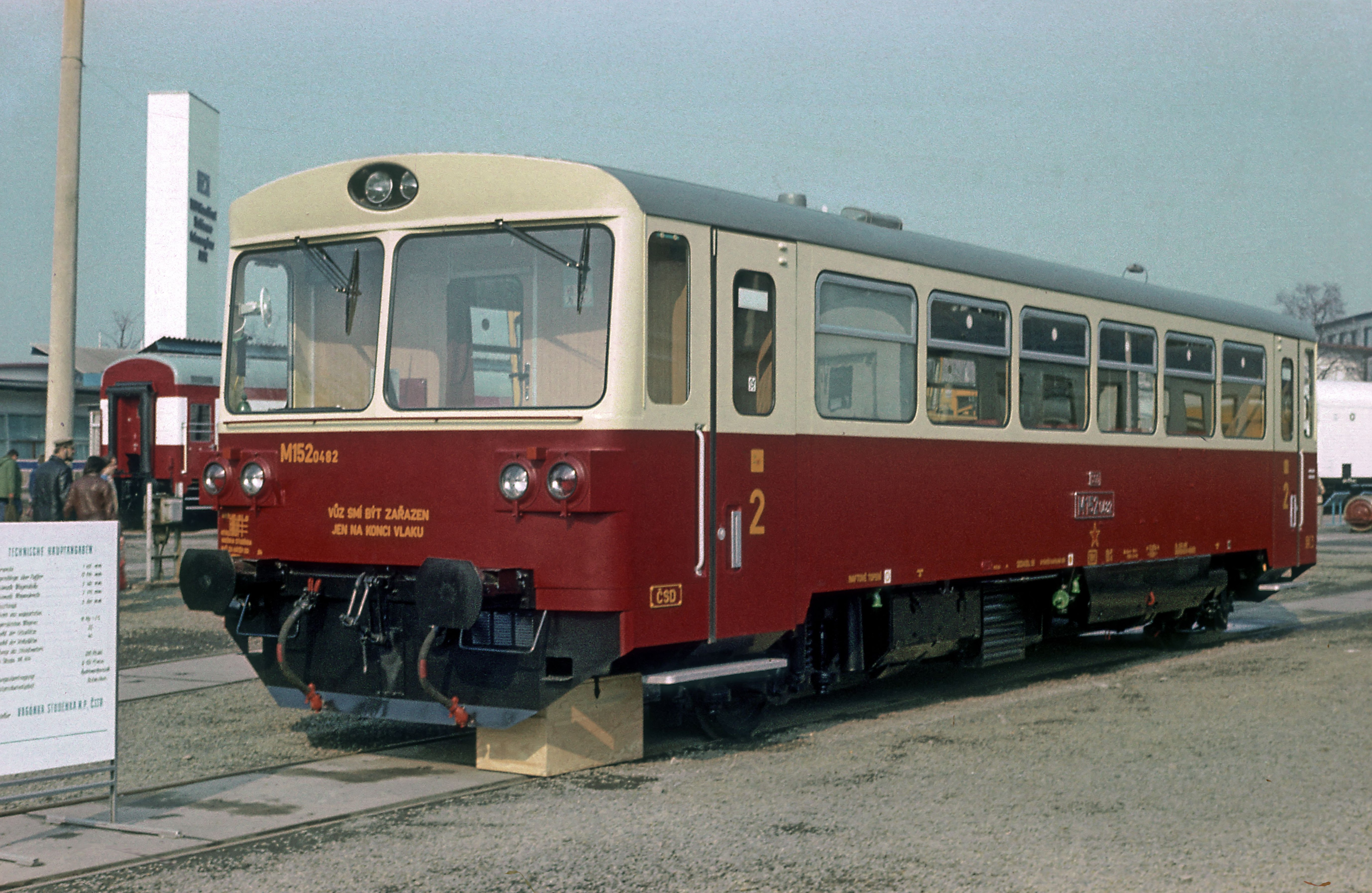
Motorový vůz řady M 152.0 na veletrhu v Lipsku v roce 1982

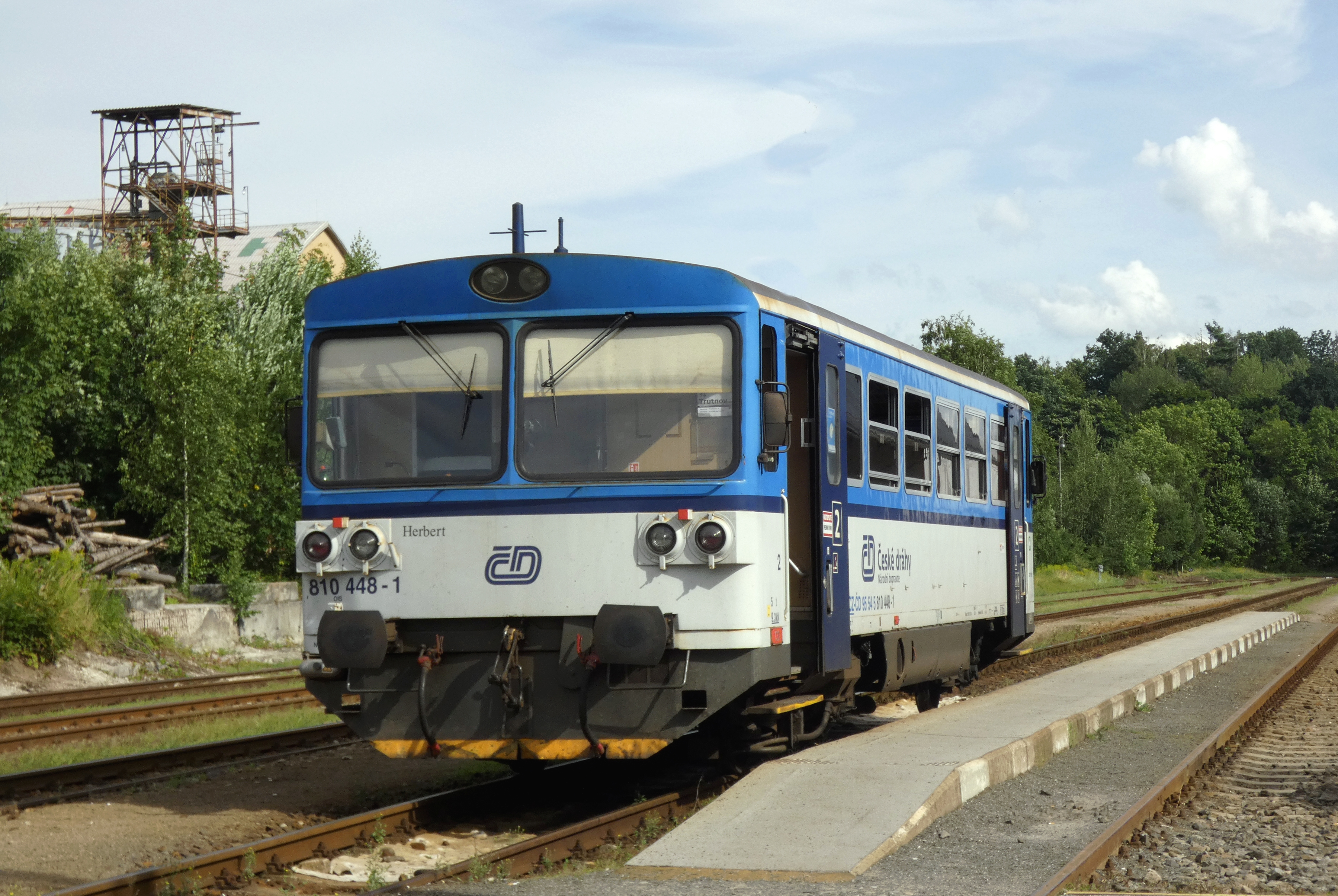
Vůz řady 810 na nádraží ve Vrchlabí v nátěru Najbrt

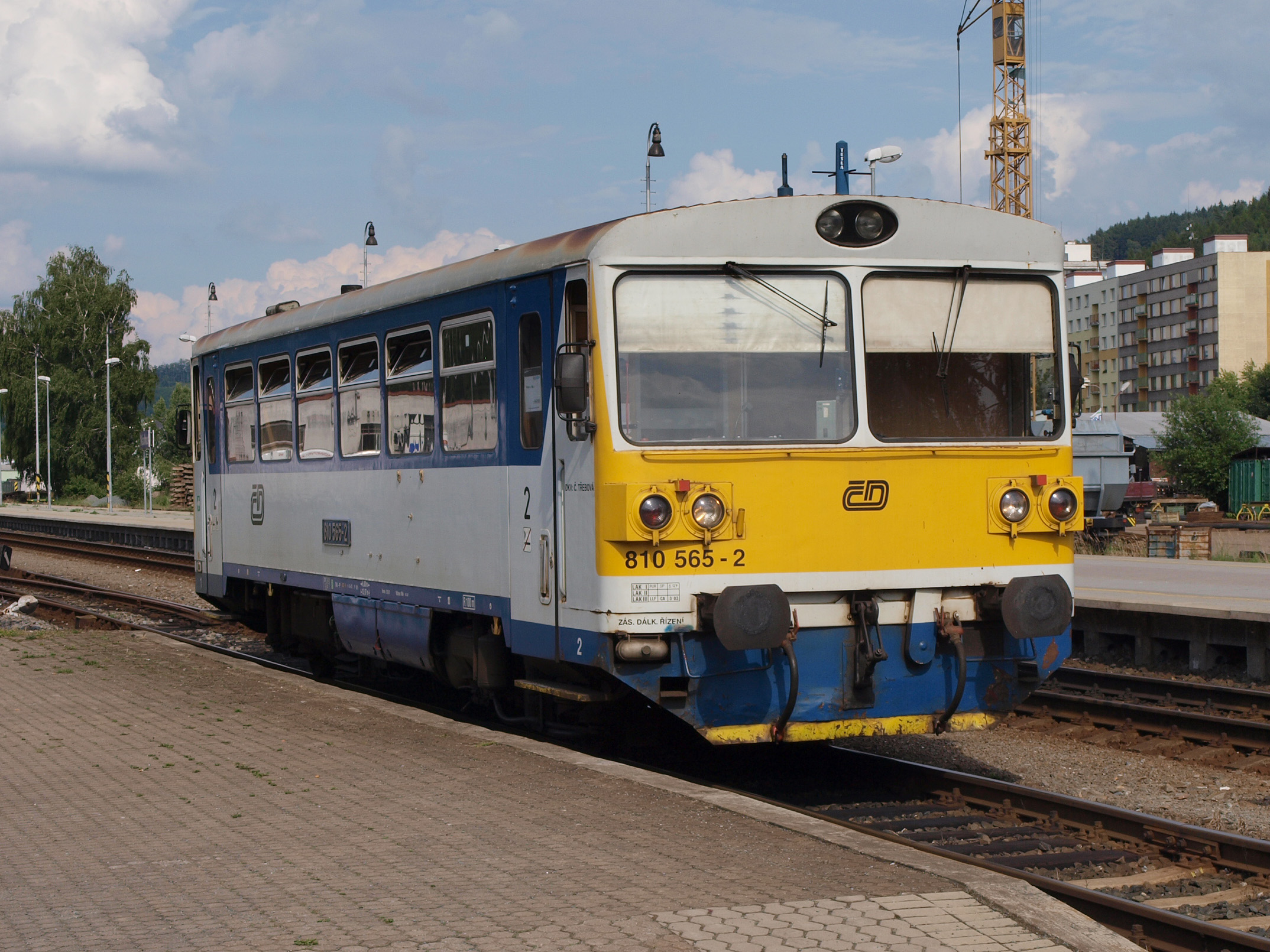
Motorový vůz 810 v nátěru zvaném „ODS“

Jelikož se nezdařila náhrada již nevyhovujících motorových vozů M 131.1 řadou M 240.0 (dnes řada 820), byl vypracován projekt nového dvounápravového motorového vozu poháněného spolehlivým autobusovým motorem. Ten byl v roce 1971 spolu s automatickou převodovkou zkušebně namontován do dvou vozů M 131.1, které byly přeznačeny na řadu M 131.3. Jelikož se řešení osvědčilo, byly v roce 1973 ve Vagónce Studénka vyrobeny dva prototypy nových vozů s těmito komponenty označené jako M 151.0. Jeden z nich byl podroben zkouškám, druhý byl již brzy po vyrobení nasazen do zkušebního provozu. Vzhledem k nedodržení hmotnosti při výrobě musely být oba vozy v roce 1974 přeznačeny na řadu M 152.0. Sériová výroba byla zahájena v roce 1975.
ČSD původně plánovaly odebrat 150 (dle jiného zdroje 300) vozů řady M 152.0. Ty měly sloužit na krátkých lokálních tratích s menšími počty přepravených cestujících. Vzhledem k tomu, že nebyla zahájena sériová výroba motorových vozů M 474.0 (dnes řada 860), jež měly zajistit místní dopravu na dlouhých regionálních drahách, byl počet vyrobených vozů M 152.0 zněkolikanásoben na výsledných 680 kusů (z toho dva širokorozchodné). Sériová výroba probíhala v letech 1975–1982 v šesti výrobních sériích. Hlavně díky velkému počtu modernizací, které proběhly po roce 2000, se počet vozů v původním stavu zmenšil na přibližně čtvrtinu a v roce 2015 tak jezdí už jen na některých tratích v Česku (nejvíce např. na tratích Rakovník – Bečov nad Teplou, Čerčany – Světlá nad Sázavou, Trhový Štěpánov – Benešov u Prahy a v okolí Klatov. Na Slovensku už nejsou v provozu vozy v původním provedení, byly rekonstruovány na řady 811–813 nebo prodány. Několik vozů vlastní soukromí dopravci KŽC Doprava, GW Train Regio nebo Railway Capital. V roce 2017 prodaly České dráhy čtyři motorové vozy 810 polskému dopravci SKPL Cargo. Další čtyři vozy byly tomuto dopravci prodány v letech 2024–2025.
České dráhy plánovaly označit řady 809 a 810 s novými dílčími úpravami obchodním jménem RegioMouse. Pojmenování mělo navázat na obdobné názvy jiných vozidel ČD, které vychází z říše živočichů (CityElefant, InterPanter, apod.). První vozy RegioMouse se na kolejích měly objevit v létě 2018.
V roce 2024 se objevily zprávy o postupném vyřazení těchto jednotek (a jejích variant) z provozu, výhledově se tak mělo stát po roce 2030; dle Českých drah šlo ale pouze o hrubý odhad.

## Nasazení
GVD 2024/2025[zdroj?]
Středočeský kraj
- Pečky – Kouřim
- Čáslav – Třemošnice
- Čerčany – Zruč nad Sázavou (některé vlaky)
- Benešov u Prahy – Vlašim – (Trhový Štěpánov (sezónní provoz))
- Benešov u Prahy – Sedlčany
- Zadní Třebaň – Lochovice
- Rožmitál pod Třemšínem – Březnice (sezónní provoz)
- Praha-Smíchov – Hostivice – Rudná u Prahy
- Hostivice – Noutonice – (Slaný)
- Rakovník – Bečov nad Teplou (některé vlaky)
- Kralupy n. Vltavou - Slaný
- Kralupy n. Vltavou - Neratovice
- Kralupy n. Vltavou - Velvary
- Kralupy n. Vltavou - Louny
- Pečky - Plaňany

Karlovarský kraj
- (Cheb) – Aš – Aš město
- Loket – Chodov – Nová Role
- Karlovy Vary – Merklín
- Bečov nad Teplou – Horní Slavkov-Kounice

Ústecký kraj
- Benešov nad Ploučnicí – Kamenický Šenov (sezónní provoz)
- Děčín – Krupka (sezónní provoz)
- Varnsdorf pivovar Kocour - Jedlová
- Rumburk - Panský - Mikulášovice dol.n.
- Dolní Poustevna - Mikulášovice dol.n. -  Rumburk

Královéhradecký kraj
- Trutnov – Královec st. h.

Kraj Vysočina
- Moravské Budějovice – Jemnice (sezónní provoz)

Jihomoravský kraj
- Bzenec – Moravský Písek
- Veselí nad Moravou – Kyjov – (Brno) (některé vlaky)

Olomoucký kraj
- Prostějov – Senice na Hané – Červenka
- Litovel – Mladeč (sezónní provoz)
- Hanušovice – Staré Město pod Sněžníkem
- Šumperk – Jeseník (některé vlaky)
- Lipová lázně – Javorník ve Slezsku (některé vlaky)
- Jeseník – Mikulovice – Zlaté Hory
- Šumperk – Sobotín

Moravskoslezský kraj
- Opava – Hlučín (některé vlaky)
- Opava – Rýmařov (některé vlaky)
- Milotice nad Opavou – Vrbno pod Pradědem
- Opava – Svobodné Heřmanice (sezónní provoz)

Dále se vyskytuje na dalších tratích jako záložní vozidlo pro jednotky řady 814 a vozy řad 840 a 841 dle provozních potřeb.[zdroj?]

## Modernizace a přestavby v Česku

### Řada 809
Přestavbou na řadu 809 prošlo v polovině 90. let 20. století 28 vozů. Úpravy spočívaly v umožnění provozu pouze se strojvedoucím, tedy pro využití v rámci „specifického způsobu odbavování cestujících“. Změny na voze byly tedy spíše kosmetické.

### Řada 811 (1997)
Dva vozy ČD řady 810 byly v polovině 90. let 20. století zmodernizovány na řadu 811. Jednalo se vlastně o první a pouze prototypovou rekonstrukci. Největší změnou byla remotorizace vozů, částečně byl inovován i interiér. Ani jeden vůz již není v provozu.

### Řada 811 (2020)
Od roku 2020 ČD postupně zrekonstruovaly 14 motorových vozů nové řady 811 pro Moravskoslezský kraj.

### Řada 812 „Esmeralda“
V roce 2001 byl zmodernizován jeden vůz na řadu 812. K dalším rekonstrukcím nedošlo, společně s řídicím vozem řady Bfbdtanx792 tak tvořil prototypovou soupravu. Motorový vůz je označen jako „Esmeralda“. Následovníkem tohoto prototypu je sériově vyráběná řada 814, tzv. „Regionova“.

### Řada 813.2
Řada 813.2 vychází ze slovenských jednotek 813.11. Tyto jednotky byly vyrobeny v roce 2018 ve dvou kusech v ŽOS Zvolen pro KŽC Doprava. Jedná se o obdobu českých jednotek Regionova.

### Řada 814 „Regionova“
Od roku 2005 do roku 2012 modernizovala firma Pars nova motorové vozy řady 810 a přípojné vozy řady Btax780 na dvoudílné nebo trojdílné, částečně nízkopodlažní motorové jednotky řady 814. Jejich koncepce pochází z dříve modernizované soupravy 812 + 912.

### Řada 816
V roce 2017 si nechal dopravce GW Train Regio zmodernizovat u firmy DPOV ve Veselí nad Moravou čtyři motorové vozy řady 810, které byly dokončeny počátkem roku 2018 a které obdržely řadu 816. Součástí modernizace byl, mimo jiné, nový interiér s klimatizací, nová elektroinstalace s řídicím systémem a nový motor TEDOM.

### Měřicí vozy
Dva vozy řady M 152.0 byly přestavěny na měřicí. V roce 1978 byl v podniku MTH Košice upraven prototypový vůz M 152.0001 na fotogrammetrický stroj FST-2. Tento vůz (v letech 1988–1992 označený také jako 892.602 a v letech 1993–1994 jako 810.701) byl dále přestavěn, a to v roce 1994 na doprovodný vůz MD.1-1 k měřicí drezíně MD1. Druhým upraveným vozem je M 152.0272, který v roce 1988 prošel přestavbou na fotogrammetrický stroj FS 3.

### Autonomní provoz
Společnost AŽD Praha, která má v majetku několik motorových vozů řady 810, v prosinci 2023 oznámila, že chce v roce 2025 testovat autonomní provoz s cestujícími na své trati z Kopidlna do Dolního Bousova s upraveným motorovým vozem řady 810.

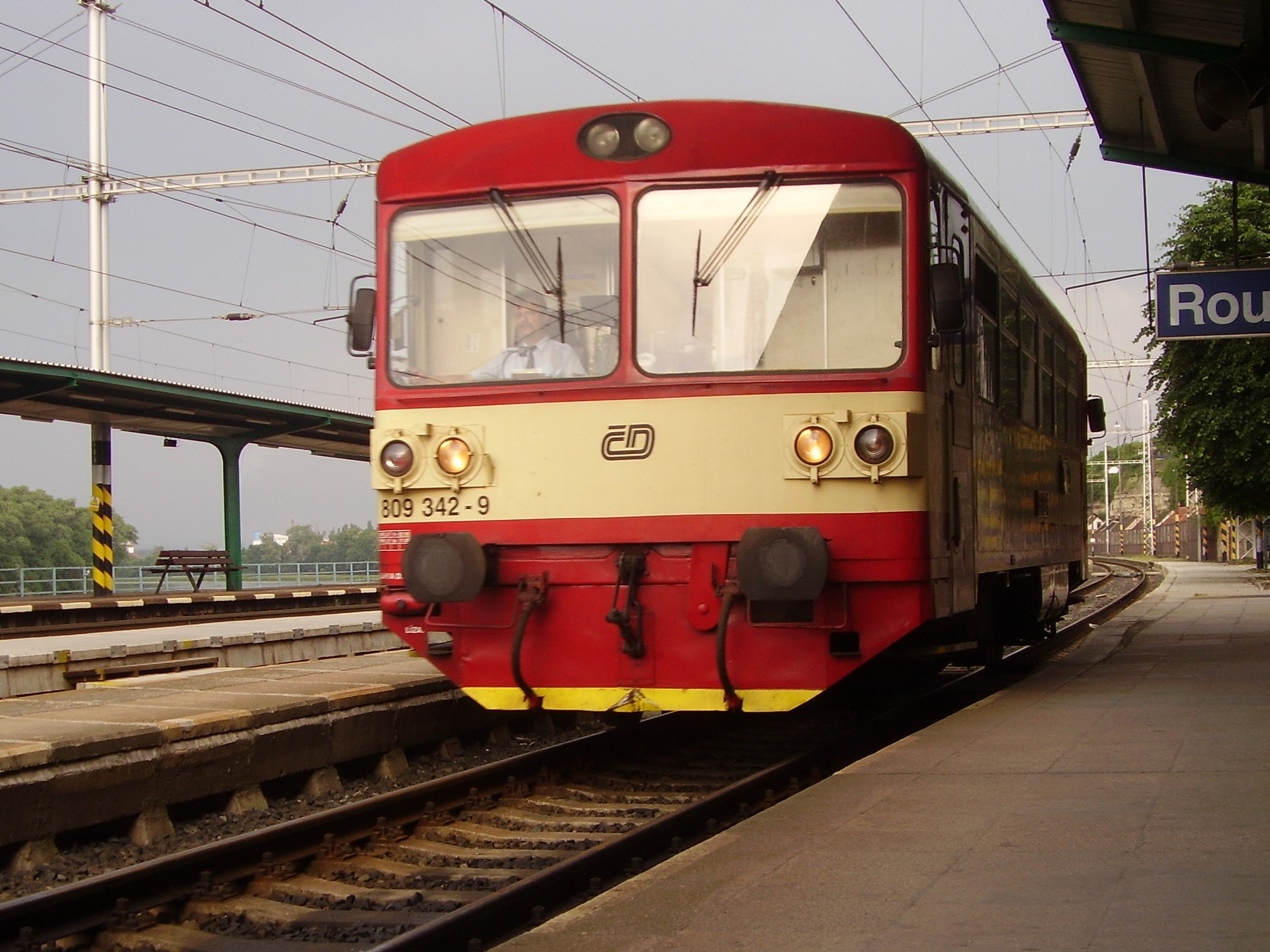
Vůz řady 809 v Roudnici nad Labem
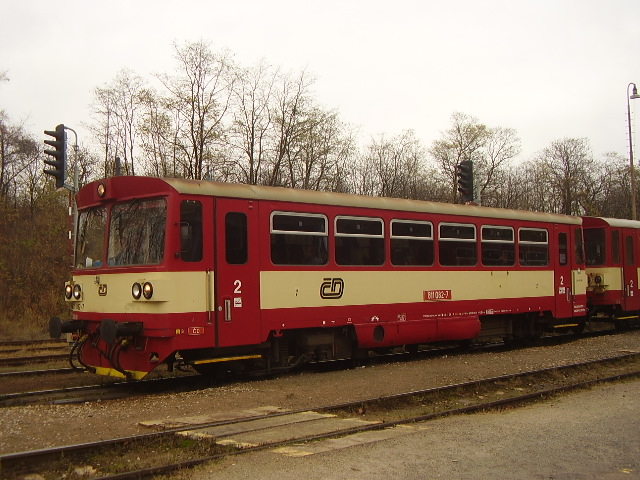
Vůz řady 811 (1997)
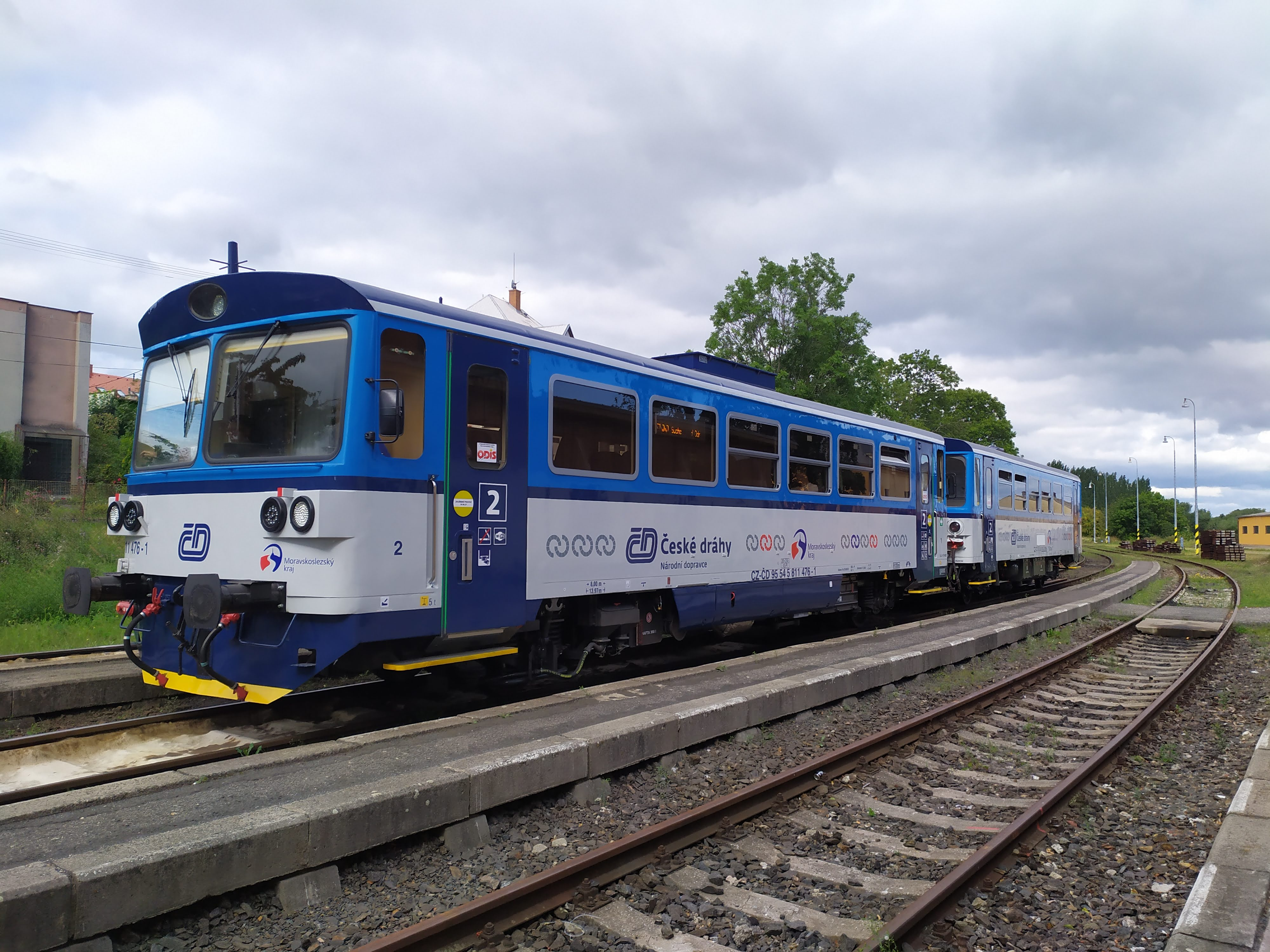
Vůz řady 811 (2020) s též modernizovaným přípojným vozem
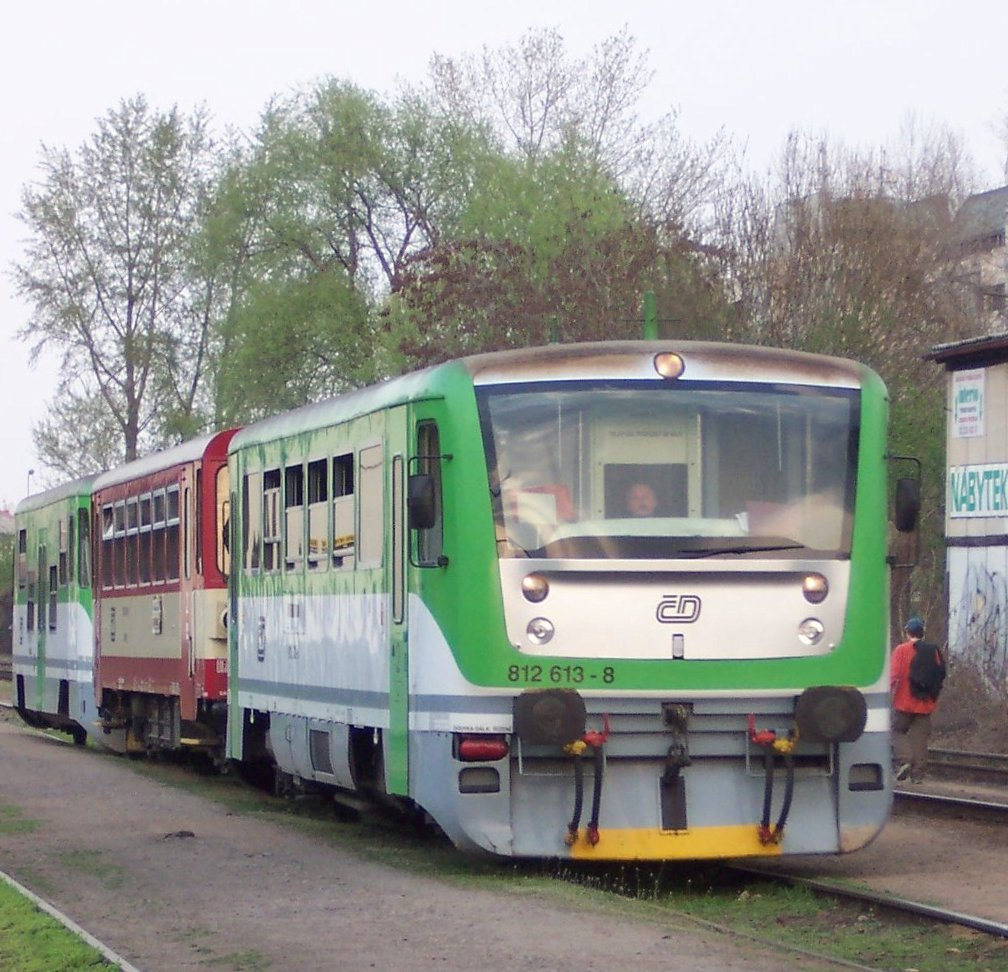
Jediný vyrobený vůz řady 812
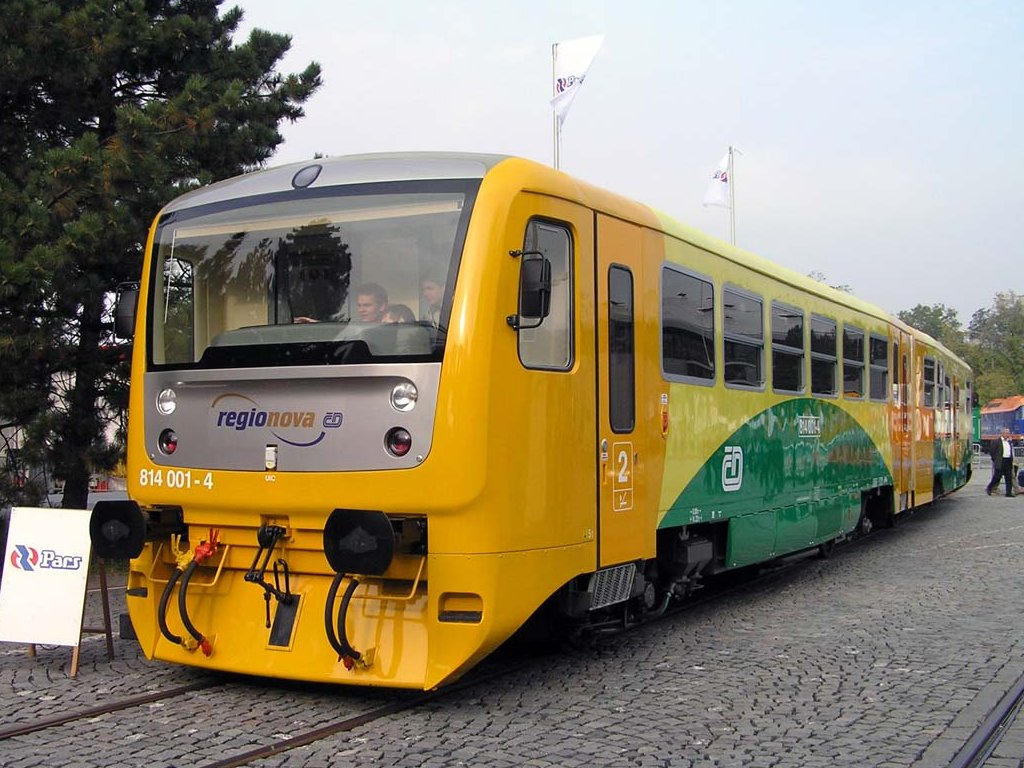
Prototyp motorové jednotky řady 814
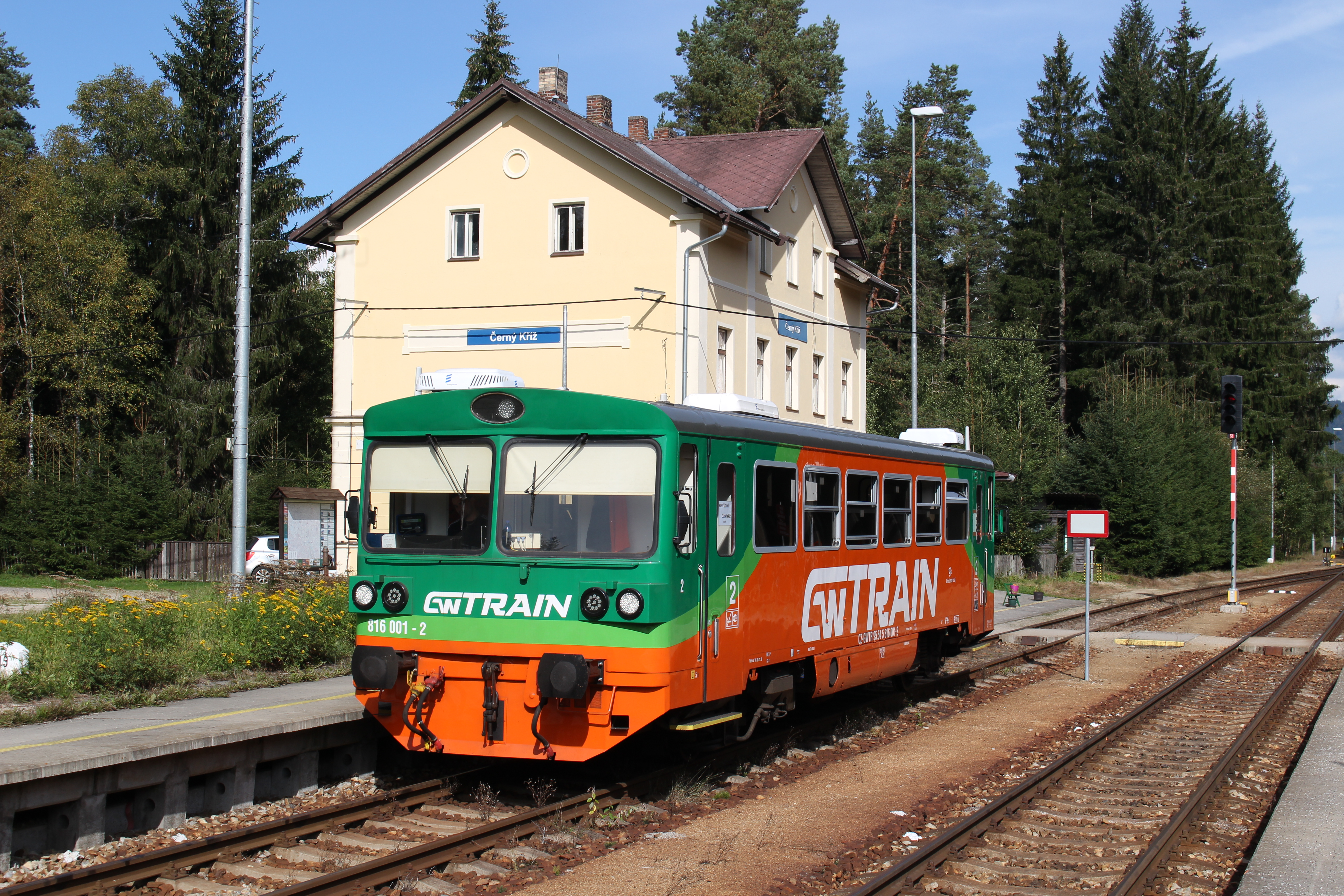
Prototyp motorového vozu řady 816
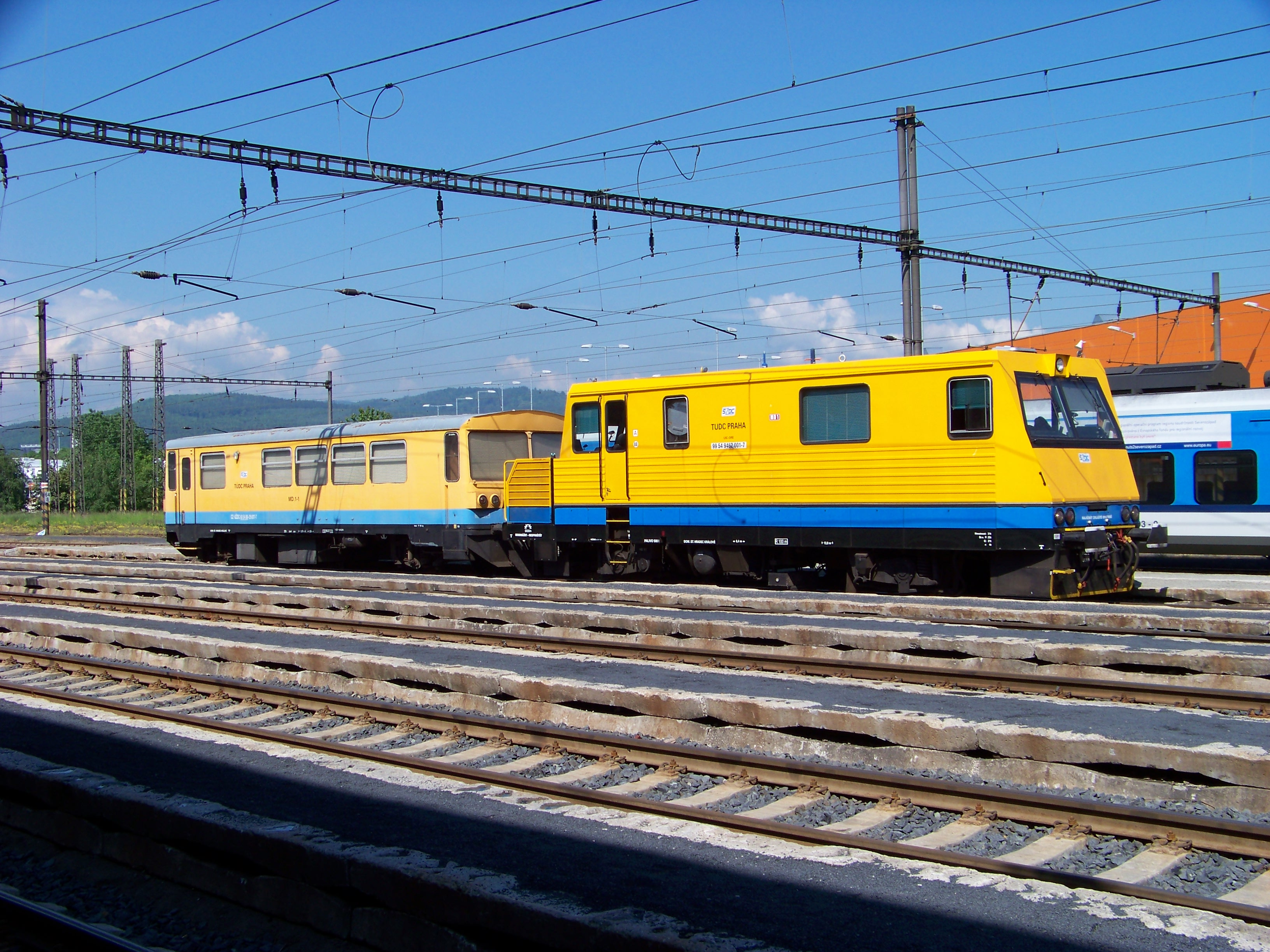
Měřicí drezína MD1 s doprovodným vozem MD.1-1 v Chomutově
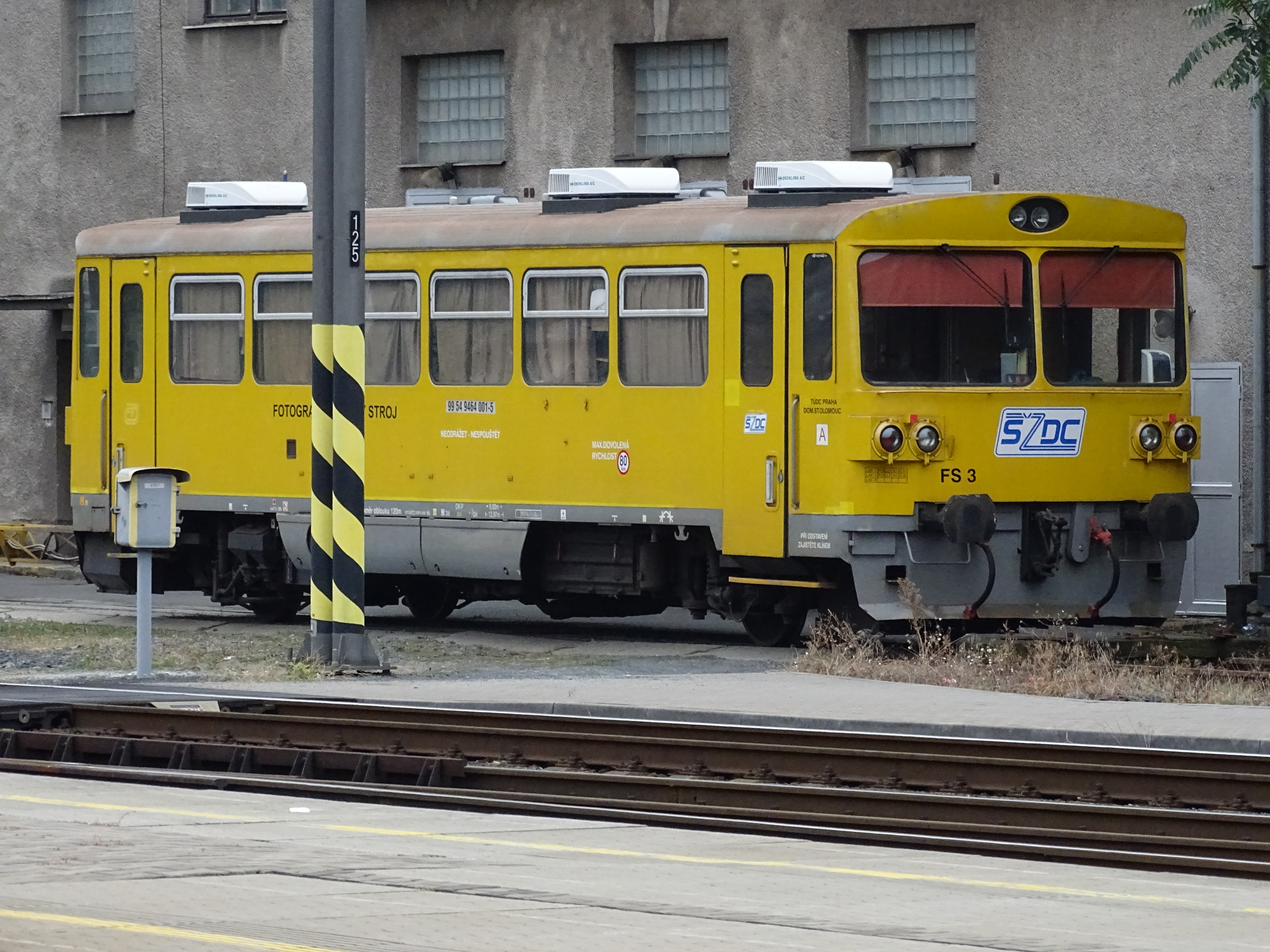
Fotogrammetrický stroj FS 3 v Kolíně

## Modernizace na Slovensku

### Řada 811
Řada 811 vznikla ve druhé polovině 90. let 20. století. Část vozů byla postavena jako novostavba, část byla rekonstruována z přípojných vozů řady 011 (u ČD řada Btax780), čtyři vozy řady 811 vznikly přestavbou motorových vozů řady 810.

### Řada 812
Na řadu 811 navázala na Slovensku řada 812. Modernizace na tuto řadu byly prováděné mezi lety 2001 a 2006. Prvních 10 vozů řady 812 vzniklo z přípojných vozů, ostatní již z motorových vozů řady 810.

### Řada 813
Další slovenskou modernizací „kolejového autobusu“ řady 810 je dvoudílná motorová jednotka řady 813. Prototyp vznikl v roce 2006, poslední jednotky byly dodány v roce 2010. Některé hnací vozy vznikly přestavbou z přípojných vozů.

### Řada 813.1
Na řadu 813 navázala dvojdílná jednotka 813.1 s nízkopodlažní částí v řídicím voze. Svojí koncepcí tak odpovídá českým jednotkám Regionova.

#### Řada 813.11
Tato řada je mírnou modifikací řady 813.1. Liší se zejména novými laminátovými čely. Z této jednotky vychází česká řada 813.2.

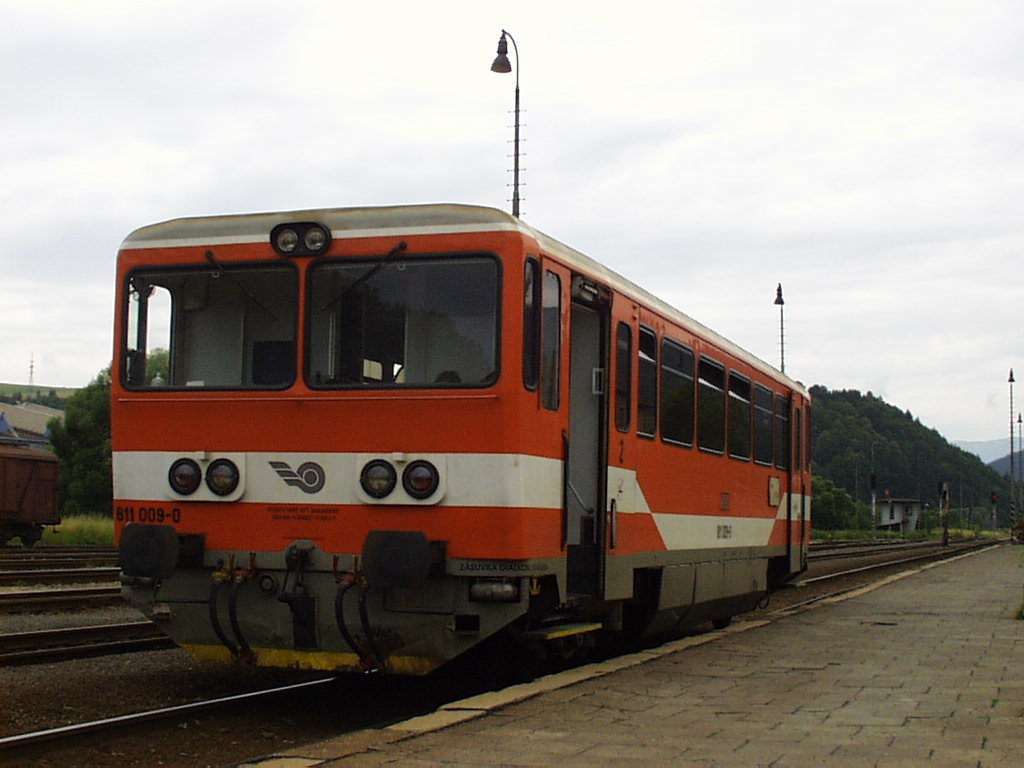
Slovenský motorový vůz řady 811
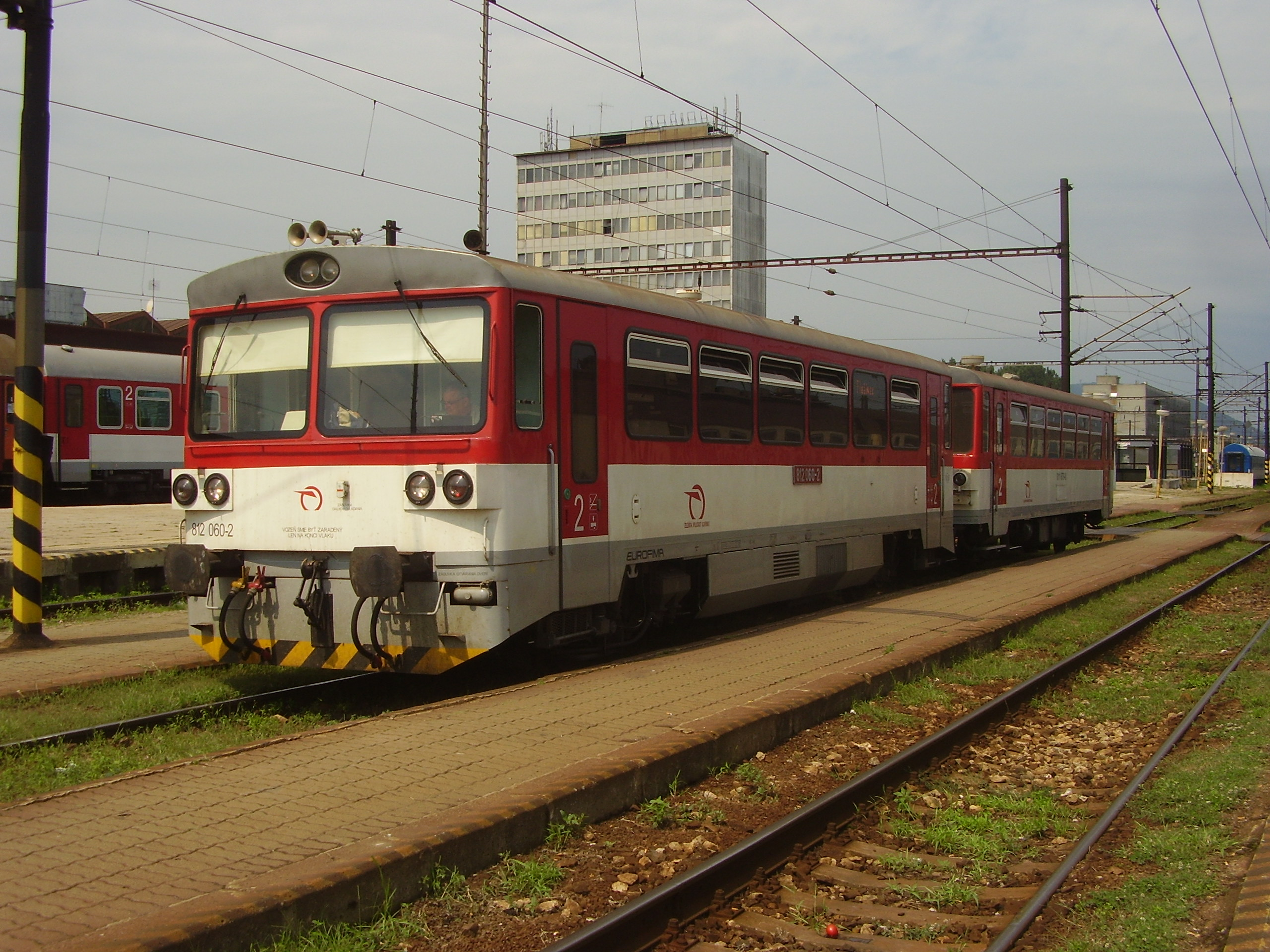
Slovenský motorový vůz řady 812
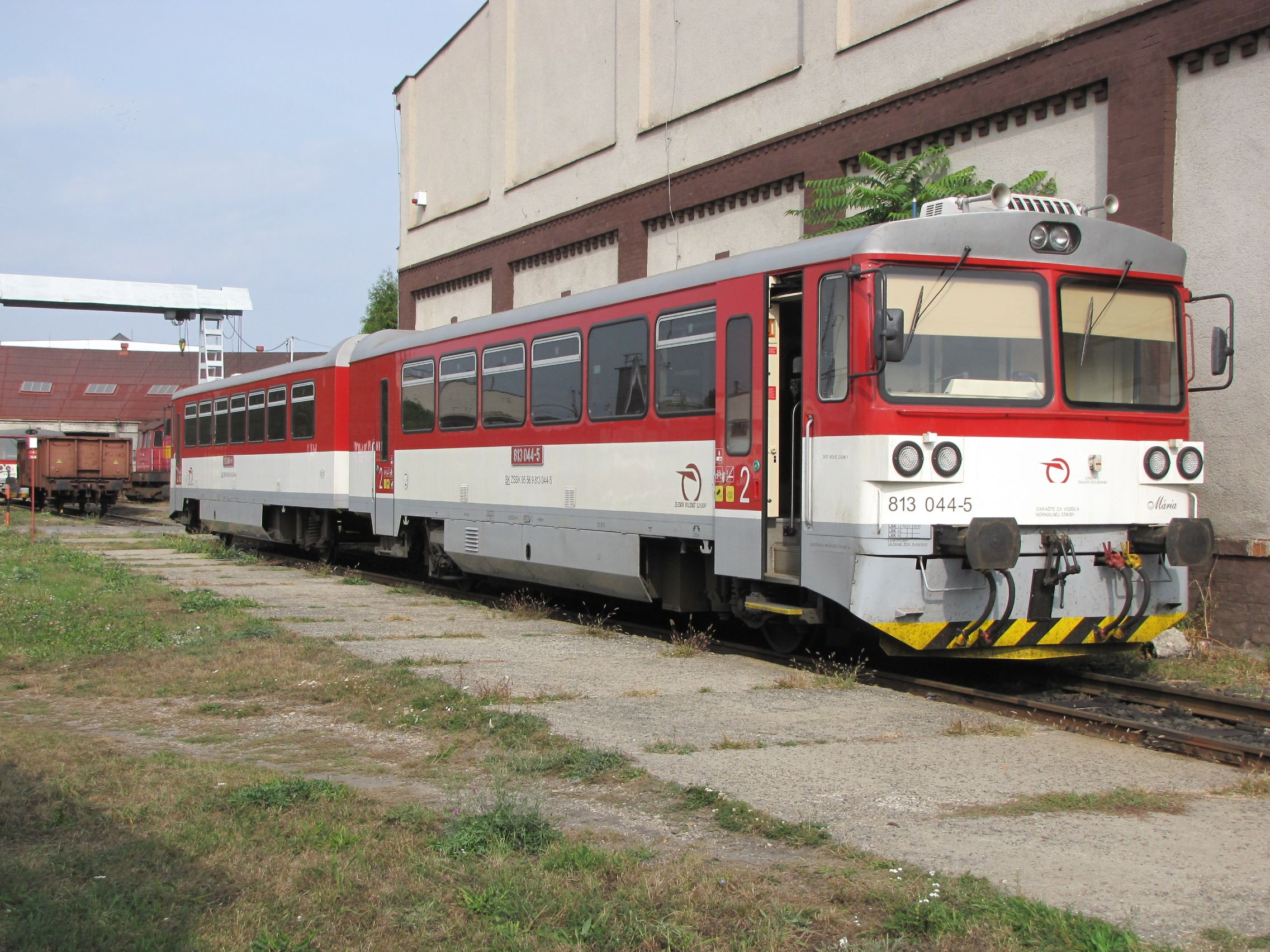
Slovenská motorová jednotka řady 813
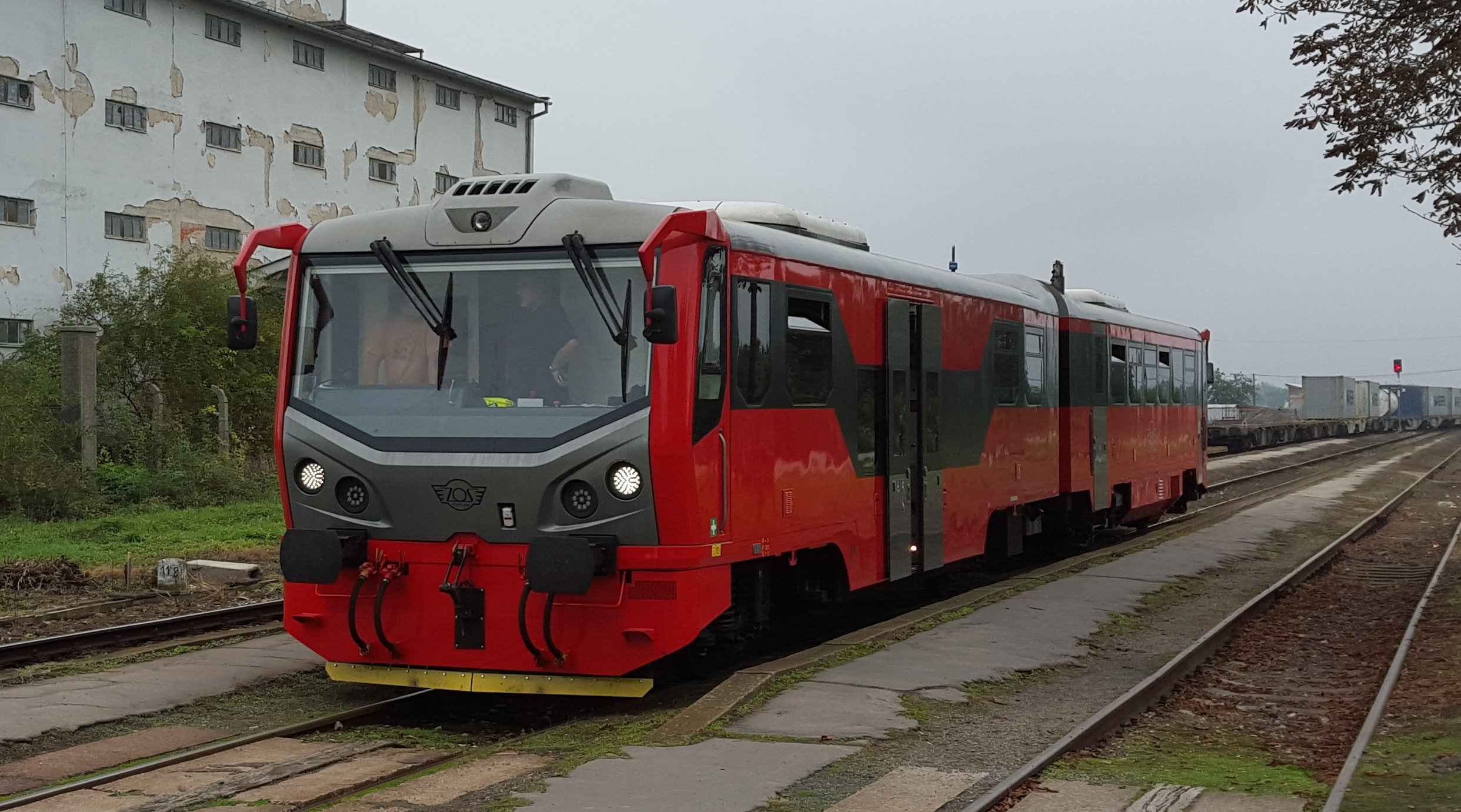
Slovenská motorová jednotka řady 813.11

## Související vozy

### Řada Btax780

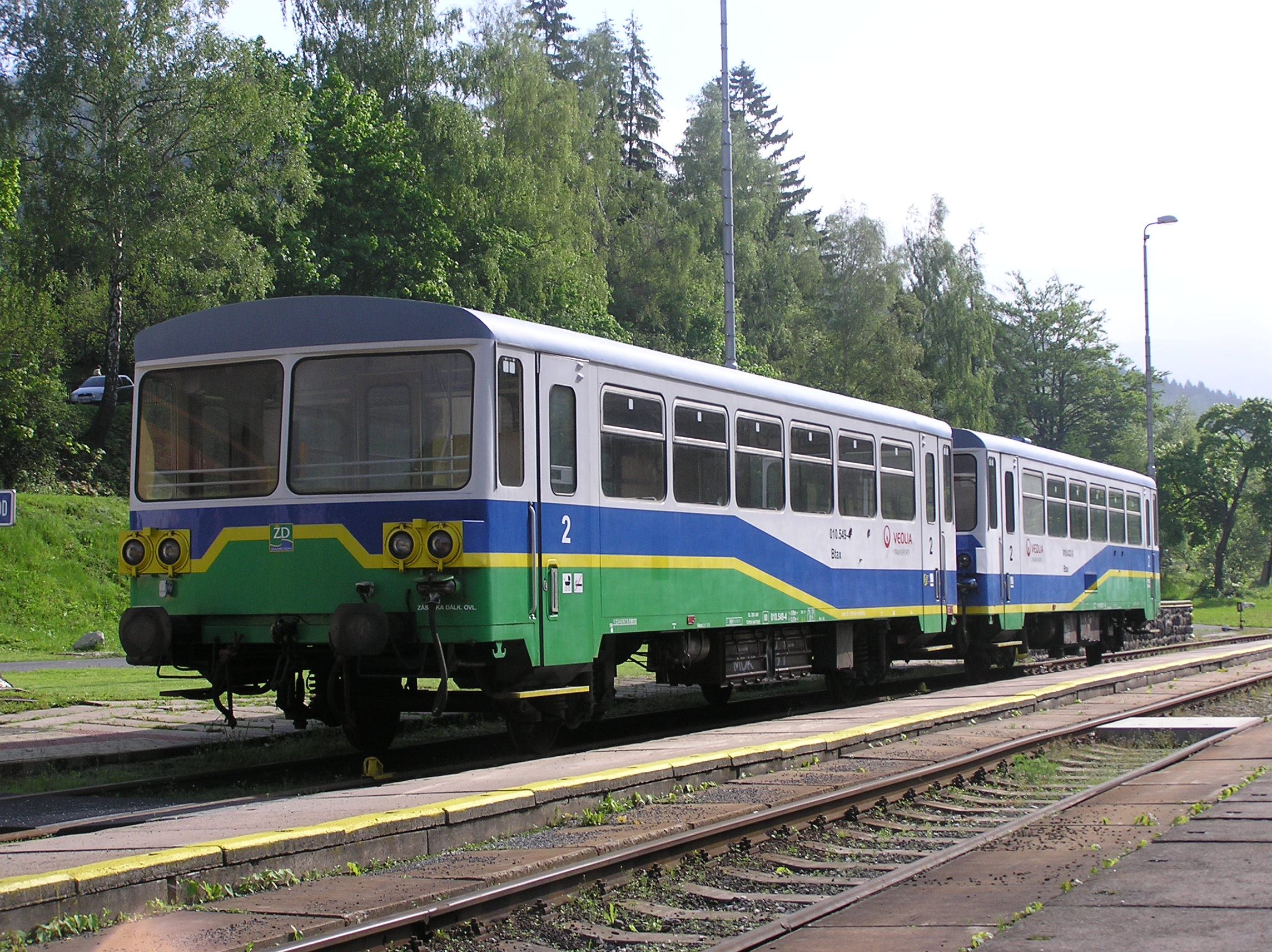
Přípojné vozy řady 010 na nádraží Kouty nad Desnou

Prakticky stejný konstrukční základ jako motorový vůz řady 810 má přípojný vůz řady Btax780 (v Česku dříve označen řadou 010). Je vybaven nezávislým naftovým topením a je schopen pojmout až 56 osob k sezení. Těchto vozů bylo vyrobeno 909 a od 90. let 20. století jsou upravovány například na vozy řady 012 s rozšířeným prostorem pro přepravu jízdních kol.
V letech 2005–2012 byly některé z vozů modernizovány ve firmě Pars nova v Šumperku na nízkopodlažní řídicí vozy řady 914 a vložené vozy řady 014 (které jsou součástí jednotek Regionova). Na Slovensku jsou označeny řadou 011 a část modernizována na přípojné vozy řady 012. V minulosti byly rekonstruovány i na motorové vozy řad 811 a 812 a motorové jednotky 813.

### Řada 892
V letech 1981–1991 vyrobila Vagónka Studénka na základě řady M 152.0 (dnes 810) také 115 motorových vozů pro údržbu a opravy trakčního vedení. Tyto vozy byly označeny jako M 153.0 (v širokorozchodné verzi M 153.5), později 892 (širokorozchodné 892.8). V Česku jsou nyní označeny řadou MVTV 2, na Slovensku MVTV 02 (normálněrozchodná verze) a MVTV 03 (širokorozchodná verze). Jsou v provozu u Správy železnic, ŽSR a jeden u Viamontu DSP.

### Řada Bzmot

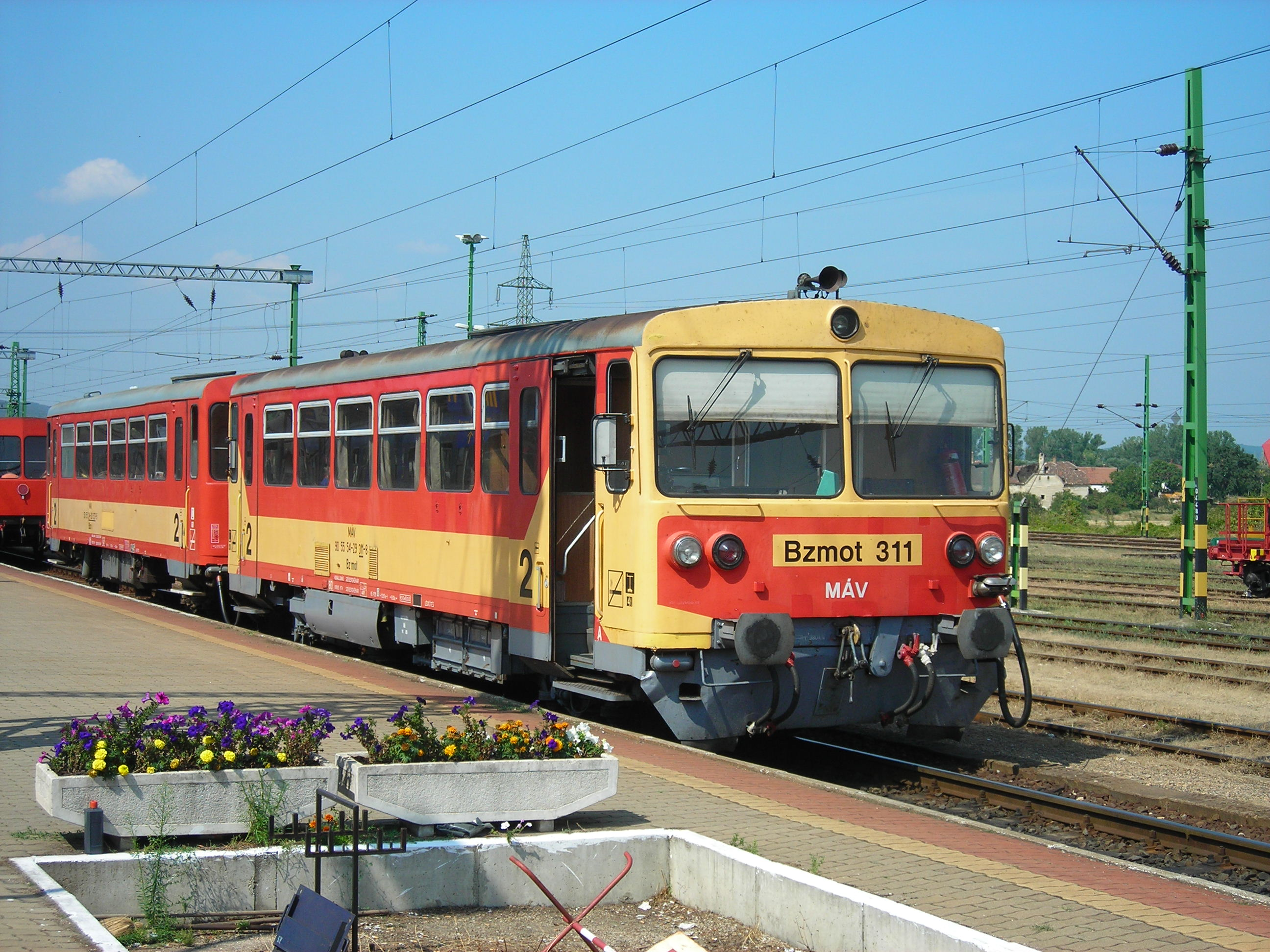
Vůz řady Bzmot používaný maďarskými železnicemi

V letech 1979 až 1986 bylo vyrobeno také 205 vozů velmi podobné konstrukce pro maďarské železnice, kde jezdí pod označením Bzmot.

## Historické vozy
- 810.002 (České dráhy, depo Lužná u Rakovníka)
- 810.004 (Podvihorlatský železničný spolok – Humenné)
- 810.009 (FAN RAIL s.r.o.)
- 810.032 (NTM, depo Chomutov)
- 810.060 (KŽC Doprava)[13]
- 810.160 (Spoločnosť Považskej Dráhy Žilina)
- 810.310 (ing. Jiří Kotas)
- 810.325 (FAN RAIL s.r.o.)
- 810.368 (ŠKODA-BUS klub Plzeň)[14]
- 810.381 (KŽC Doprava)[15]
- 810.450 (Detská železnica Košice)
- 810.453 (Železniční společnost Tanvald)
- 810.477 (Vladimír Kříž, depo Kladno)
- 810.486 (Kroměřížská dráha)
- 810.489 (Mesto Spišské Podhradie)
- 810.517 (KŽC Doprava)[16]
- 810.535 (KŽC Doprava)[17]
- 810.604 (Kolej-klub, depo Turnov)
- 810.625 (Prievidzký parostrojny spolok)
- 810.626 (Detská železnica Košice)
- 810.636 (Podvihorlatský železničný spolok – Humenné)
- 810.640 (České dráhy, depo Česká Lípa)
- 810.656 (KŽC Doprava)[18]
- 810.674 (Železničná spoločnosť Cargo Slovakia)